# 최용수 (교수)
최용수(1936년 ~ 2007년)은 료녕성 신빈 출신으로 1962년 북경대학 철학과에서 팽우란의 지도 아래 '공자, 사람을 발현하다'라는 주제로 논문을 발표하였다.
그는 중국 중앙당학교에 재직하였으며 마르크스주의 등을 해석하는 사회주의 철학자였으며 조선의 유교 철학을 중국에 소개하는 연구도 수행하였다. 또한 한국의 재중 독립운동사에 많은 노력을 기울였다.
2007년 8월 사망하여 중국 팔보산 묘역에 안장되었다.